# Alois Jaroš
Alois Jaroš (né le 15 janvier 1930 en Tchécoslovaquie) est un joueur de football tchécoslovaque naturalisé autrichien, qui évoluait au poste d'attaquant.
Il est connu pour avoir fini meilleur buteur du championnat de Tchécoslovaquie lors de la saison 1951 avec seize buts (à égalité avec le joueur Josef Majer).

## Palmarès
- Meilleur buteur du championnat de Tchécoslovaquie (1) :

1951 (16 buts)